# Черниводы
Черниводы (укр. Чорниводи) — село в Городокском районе Хмельницкой области Украины.
Население по переписи 2001 года составляло 2074 человека. Почтовый индекс — 32008. Телефонный код — 3251. Занимает площадь 3,755 км². Код КОАТУУ — 6821289001.

## Местный совет
32008, Хмельницкая обл., Городокский р-н, с. Черниводы, ул. Центральная, 37